# Dr. Holly Goodhead
Dr. Holly Goodhead is een personage uit de James Bond-film Moonraker (1979), gespeeld door actrice Lois Chiles.
James Bond ontmoet haar in Los Angeles. Ze is wetenschapper en astronaut bij Drax Industries van multimiljonair Sir Hugo Drax. Ze leidt Bond rond bij de spaceshuttles van Drax Industries. Ze vertelt dat ze is opgeleid door de NASA en daardoor ervaring met spaceshuttles heeft. Ze brengt Bond uiteindelijk naar een centrifuge, maar wanneer hij de centrifuge wil uitproberen, probeert Drax' hulpje Chang de centrifuge te versnellen om Bond uit te schakelen. Bond weet zich te redden en Holly haalt hem ten slotte uit de machine.
Later in Venetië ontmoeten de twee elkaar opnieuw na een rondleiding door museum Venini Glass. Maar 's avonds, nadat Bond Chang in hetzelfde museum heeft omgebracht, verschijnt Bond in het donker op haar kamer, waar hij ontdekt dat Holly een CIA-agent is. Ze brengen echter samen een romantische avond door, en nadat Holly in slaap is gevallen, gaat Bond ervandoor.
Een dag later krijgt Bond van M twee weken vakantie. Hierbij reist Bond naar Rio de Janeiro, waar hij Holly tegenkomt. Ze besluiten met elkaar een kabelbaan in te gaan, maar ze worden aangevallen door Jaws, die nu inmiddels voor Drax werkt. Uiteindelijk weten ze te ontsnappen. Wanneer de twee weer veilig zijn en een lange tijd van elkaar willen genieten, worden ze meegenomen door een aantal artsen. Bond ontkomt aan de dokters, maar Holly blijft vastzitten in de ambulance.
Wanneer Bond later het Amazoneregenwoud in trekt om daar de plek te vinden waar de Moonraker-spaceshuttles opstijgen, wordt hij gevangengenomen door Drax en treft hij Holly bij Drax aan. Wanneer Drax uiteindelijk de ruimte in wil gaan, is hij van plan Bond en Holly onder de spaceshuttle te houden zodat zij verbranden, maar ze weten beiden te ontsnappen en zelf een spaceshuttle te kapen, waarmee ze de ruimte in gaan en een gigantisch ruimtestation van Drax ontdekken. Ze gaan beiden het station binnen maar worden betrapt door Jaws, die hen meeneemt naar Drax, die van plan is vanuit de ruimte gifbollen naar de aarde te sturen en zo de hele bevolking uit te roeien en een nieuw ras te stichten. Maar Jaws' nieuwe liefde Dolly weet Jaws ertoe over te halen Bond en Holly te helpen.
Ten slotte, nadat ze erin geslaagd zijn het ruimtestation te vernietigen, proberen Bond en Holly de laatste drie gifbollen die op weg zijn naar de aarde op te blazen, en dankzij Bond lukt dit. Aan het einde zweven al hun kleren rond door de shuttle en wanneer ze later op aarde proberen videocontact met hen op te nemen, zien ze dat de twee zwevend in hun spaceshuttle aan het vrijen zijn. Bond ziet uiteindelijk dat ze bekeken worden op aarde en zet het cameraatje uit.